# Pyongsong
Pyŏngsŏng (Koreaans: 평성시), ook geschreven als Phyongsong of Pyeongseong, is het bestuurlijk centrum van de provincie P'yŏngan-namdo in Noord-Korea. De stad ligt ongeveer 32 km ten noordoosten van de hoofdstad Pyongyang en werd in december 1969 gesticht. In 2014 woonden er 284.000 mensen. Het is een satellietstad van Pyongyang en een centrum van onderwijs en lichte industrie.

## Geografie

### Ligging
De stad ligt in het bekken van de Taedong-rivier met omringend heuvelland van de provincie Pyŏngan-namdo. Het grootste deel ligt op een hoogte van 100 tot 200 meter boven zeeniveau. In het westen ligt het Chongryong-gebergte, met een hoogste top van 547 meter. Het oppervlak van de stad is voor de helft met heuvels en bossen bedekt. Er zijn drie stuwmeren: de Taebongsan, Sangcha-dong en de P’yŏngsŏng, de laatste is een geliefde dagbestemming voor de lokale bevolking.

### Stadsindeling
De stad is verdeeld in 21 Dong en 13 Ri

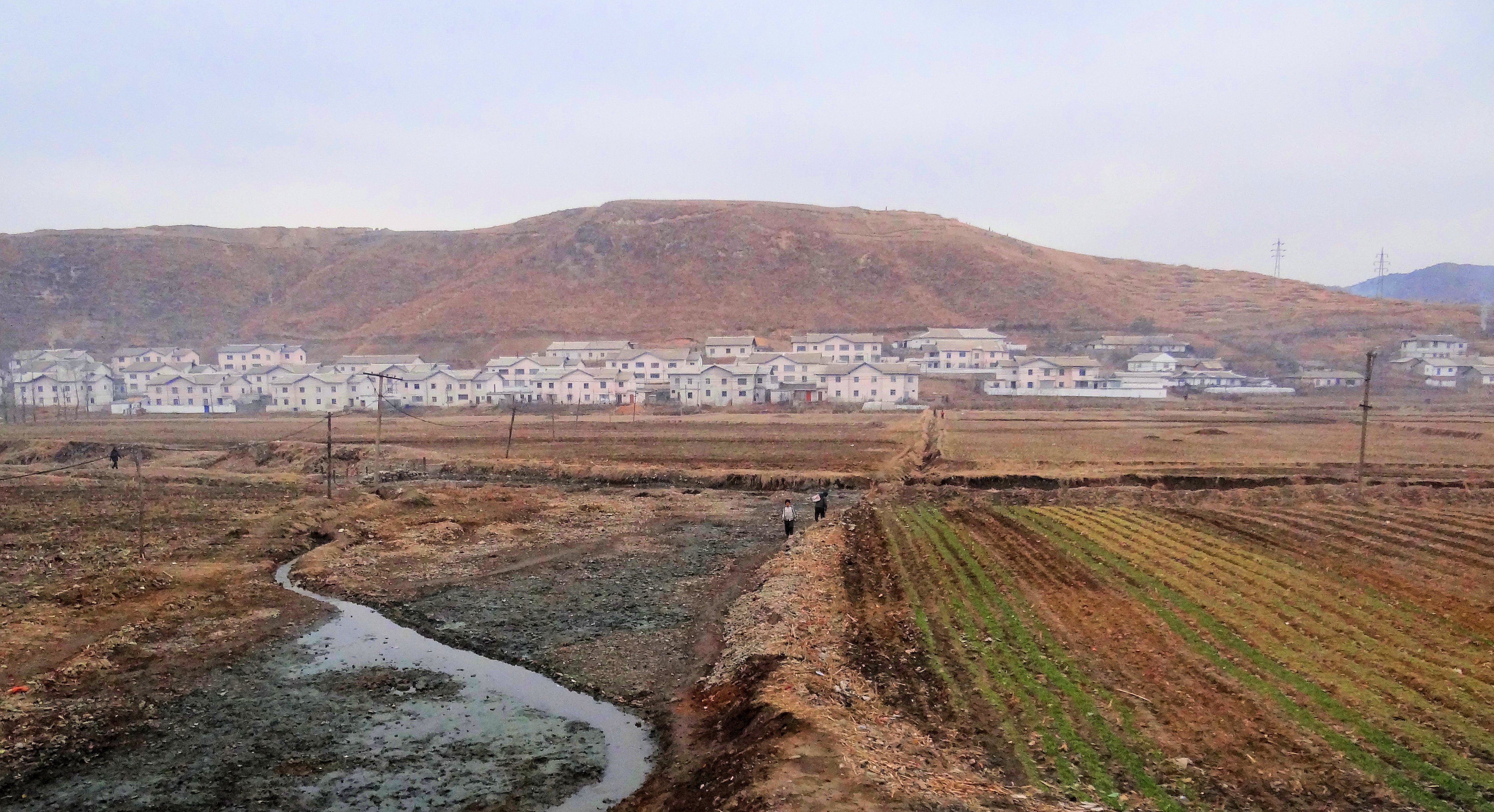
Dorp in de omgeving van P’yŏngsŏng

### Klimaat
In de omgeving heerst een landklimaat. De gemiddelde neerslag bedraagt 1090 mm per jaar, waarvan het meeste in de zomer valt. 

## Geschiedenis
De oorsprong gaat terug tot het jaar 1960, toen Kim Il-sung besloot dat in de nabijheid van de hoofdstad een plaats voor een nieuwe stad gezocht moest worden. In oktober 1964 werd besloten dat de omgeving van Sunch'ŏn het meest geschikt was. Omliggende gemeenten zouden worden bijgevoegd. De eigenlijke stichting was in december 1969 als "Stad der Wetenschappen".
Het zuidelijk deel van de stad ging in 1995 over naar Pyongyang als stadsdeel Ŭnjŏng-guyŏk. Dit deel ontwikkelde zich steeds meer als handels- en industriestad. Het wordt tegenwoordig ook wel als Silicon Valley van Noord-Korea aangeduid.
De naam von P’yŏngsŏng schijnt door Kim Il-sung zelf bedacht te zijn. Het is een samenvoeging van Pyong (1e lettergreep van de hoofdstad) en van Sŏng (vesting).

## Cultuur en bezienswaardigheden
Het toerisme is in P’yŏngsŏng nog weinig ontwikkeld. Oorzaak is dat de stad pas in 2011 voor buitenlandse bezoekers werd opengesteld. Er zijn dagreizen en meerdaags verblijf mogelijk. Zoals gebruikelijk in Noord-Korea wordt men steeds voorzien van begeleiders, waarbij bijvoorbeeld een levensmiddelenfabriek en de gedenkplaats Paeksong worden getoond.

#### Kim-Il-sung-museum

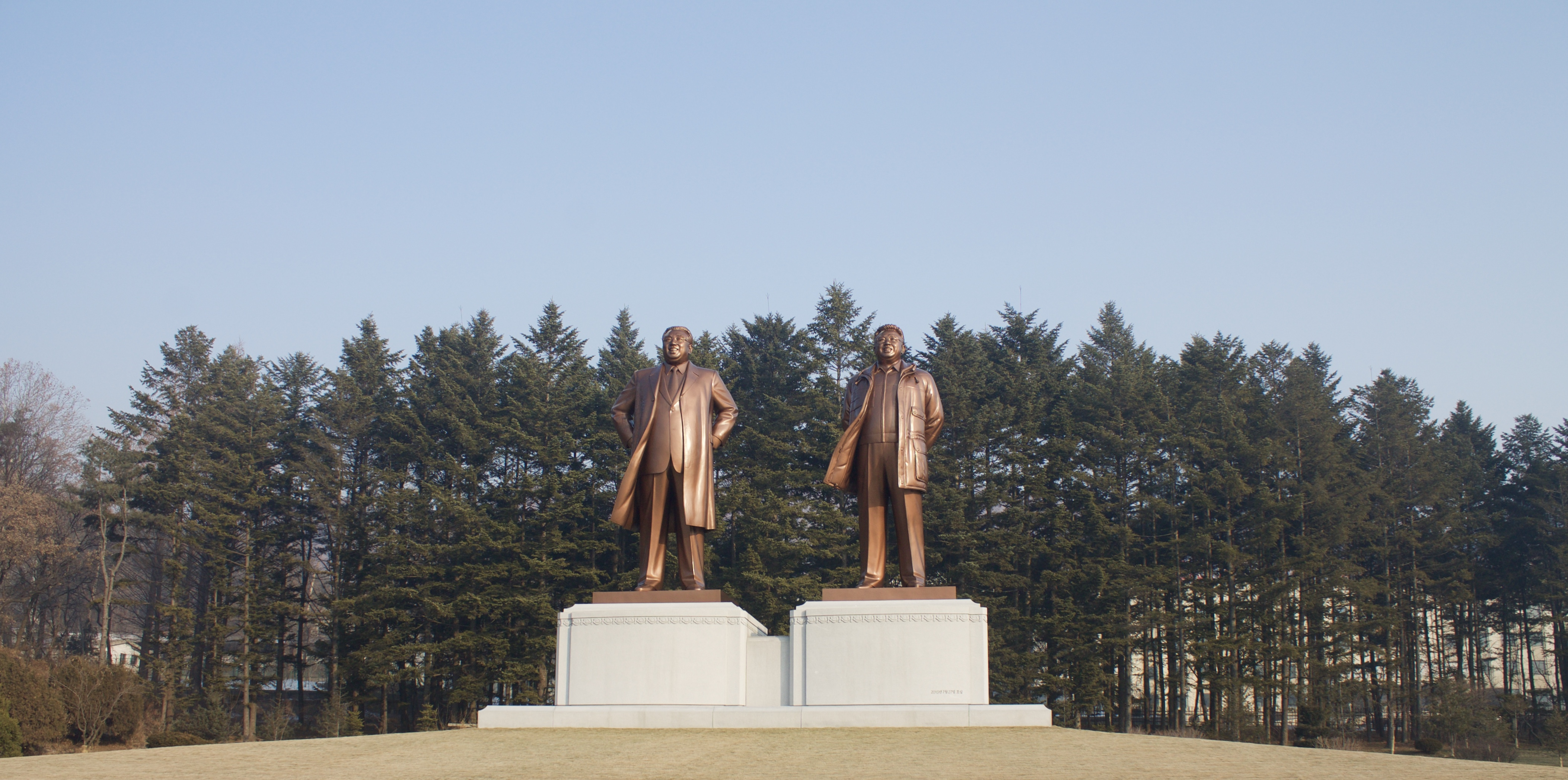
Standbeeld van Kim Il-sung en Kim Jong-il

Het Kim-Il-sung-museum bevindt zich naast het P’yŏngsŏng-plein, waar ook een beeld van Kim Il-sung en Kim Jong-il staat. Het plein werd in 1963 grootschalig aangelegd en in 1993 gerenoveerd. Daar staat ook de cultuurhal P’yŏngan-namdo.

#### Jangjusan Hotel

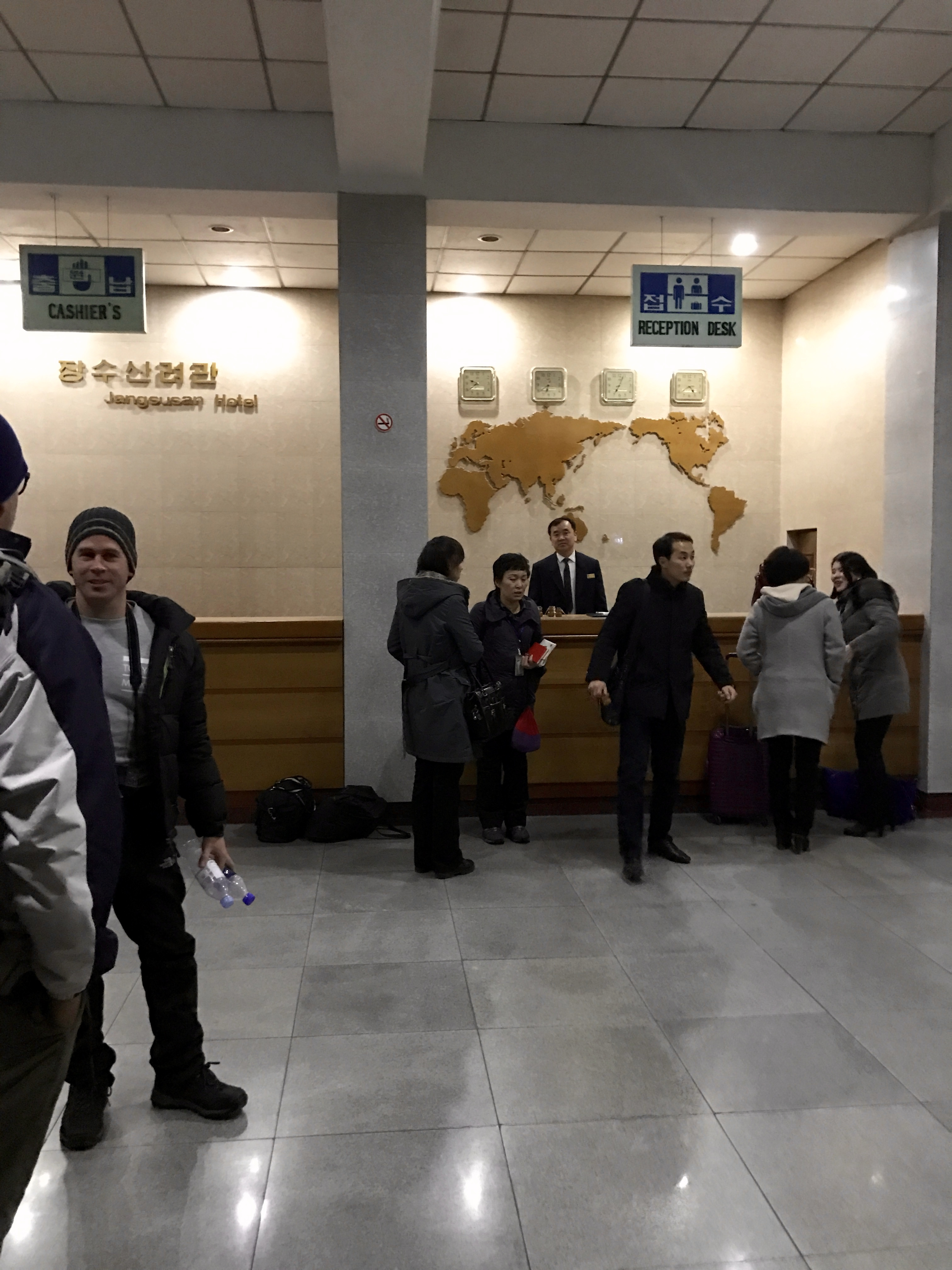
Ontvangstruimte Jangjusan Hotel

Het gerenoveerde Jangjusan Hotel is de enige overnachtingsmogelijkheid voor toeristen.

#### Gedenkplaats Paeksong
Deze plek ligt ongeveer 20 minuten buiten het stadscentrum en toont de barakken, waarin de Kim Il-sung Universiteit zich in de Korea-oorlog schuil hield.

#### An’guksa

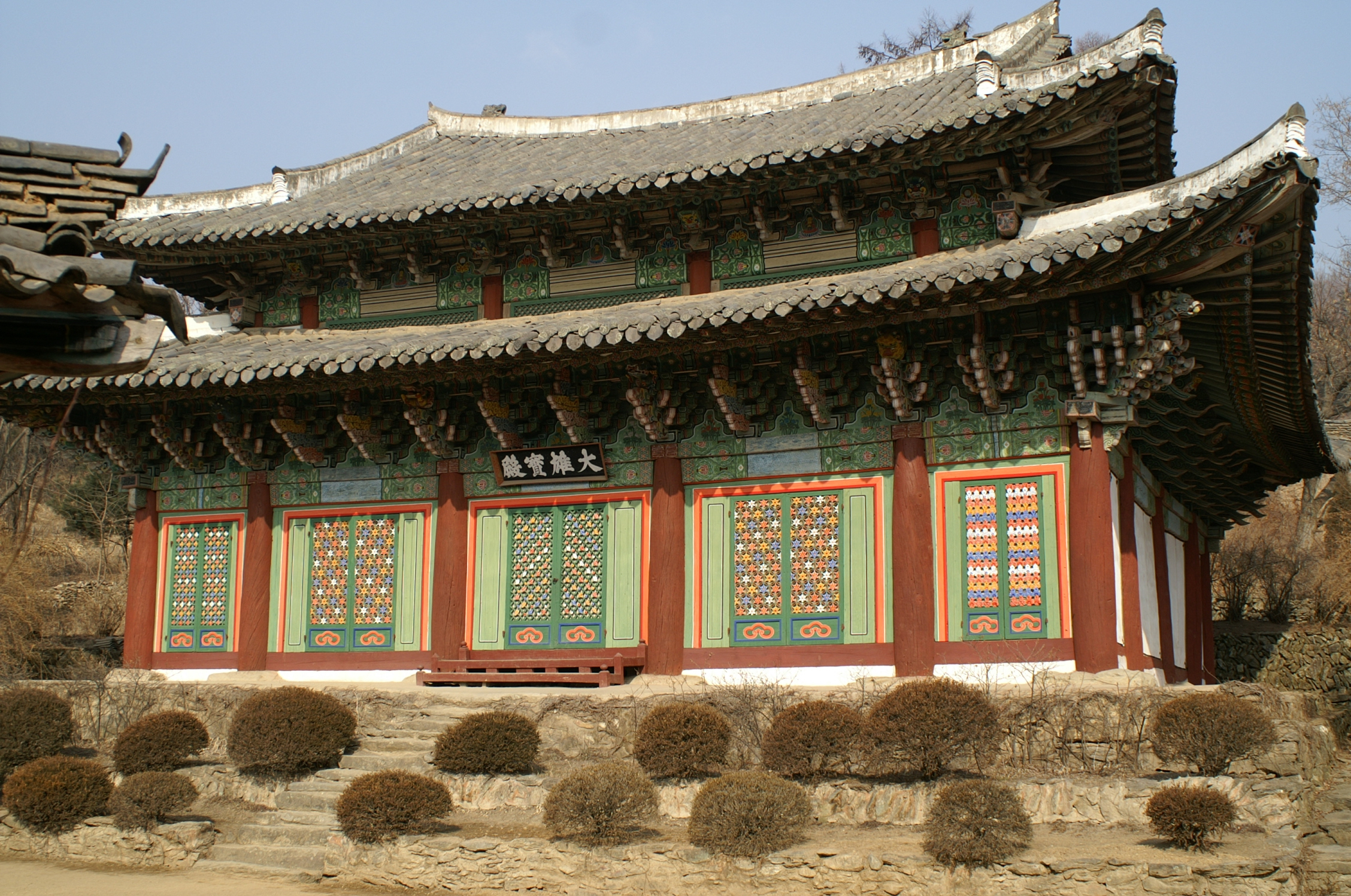
Hoofdgebouw van de Tempel An’guksa

An’guksa is een oude boeddhistische tempel die dateert uit het jaar 503. Het gebouw is een beschermd monument.

### Gastronomie
Het Staatspersbureau KCNA meldde op 16 april 2012 de opening van de P’yŏngsŏng Restaurantstraat. Het gaat om een aantal restaurants met van elkaar onderscheiden keukens.

## Economie en infrastructuur

### Economie
De belangrijkste bedrijfstak is lichte industrie met productie van consumentengoederen. Er is bijvoorbeeld een fabriek die kunstleer maakt, ook worden snoeren en klokken geproduceerd, en edelstenen bewerkt. Ook vindt enige export plaats. 
De grootste onderneming is een autoproducent, met 7.000 tot 8.000 medewerkers. Op de Wereldvoedseldag, 16 oktober 2013, werd een fabriek geopend die biscuit maakt. Het project is ontstaan uit samenwerking tussen het Wereldvoedselprogramma van de Verenigde Naties en Noord-Korea en verzorgt o.a. kleuter- en basisscholen met vitaminehoudende koeken.
Een Zwitsers-Noord-Koreaanse joint venture produceert geneesmiddelen.
Ten slotte is ook de landbouw van betekenis. Op 28% van het stadgebied wordt vooral groente geteeld, daarnaast ook rijst en sojabonen.

### Verkeer
Het openbaar vervoer in de stad gaat per trolleybus. Een van de lijnen gaat naar Pyongyang. Voorts is er een treinstation in de stad, en ook een in  Ponghak, die benut worden door treinen die van Pyongyang naar Rasŏn rijden. De internationale luchthaven Sunan ligt 15 km ten westen van de stad.
Sinds enige tijd rijden er in de stad ook taxi's.

### Onderwijs

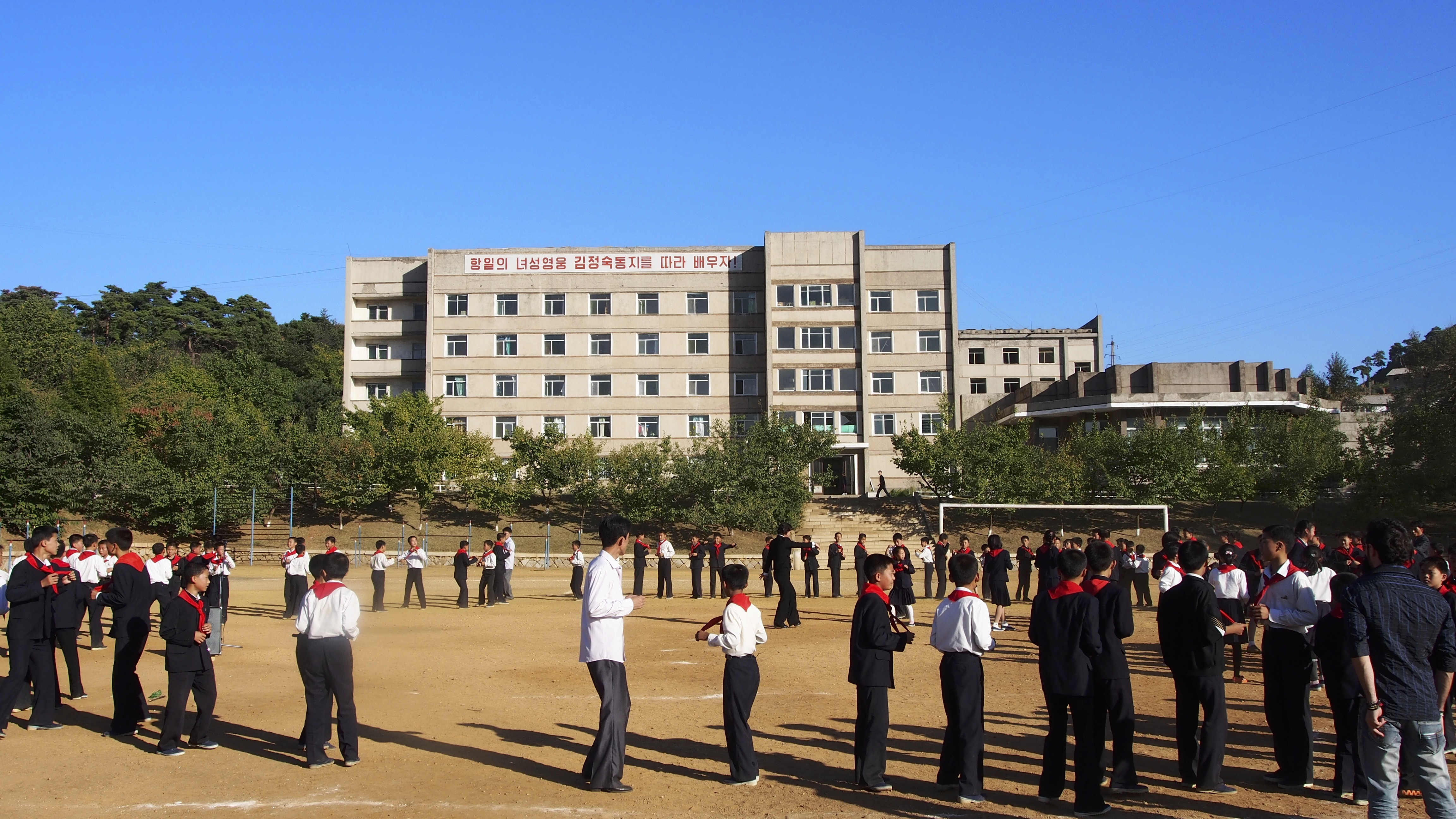
Middelbare school Nr. 1 in Pyŏngsŏng

De onderwijssector is in deze stad goed ontwikkeld. Dat was ook een doelstelling bij de stichting. Er zijn een aantal onderzoeksinstituten, en universiteiten of hogescholen op het gebied van: 
- Technische Microbiologie
- Technische Universiteit P’yŏngsŏng
- Pedagogie (docentenopleiding)
- Mijnbouw (steenkool)
- Diergeneeskunde en veeteelt
- Geneeskunde
- Kunsten